# Вводный септаккорд
Вводный септаккорд (или септаккорд VII ступени) — септаккорд, строящийся на высокой седьмой ступени тонального лада (вводном тоне). Обычно септаккорд седьмой ступени рассматривается как гармония доминантовой группы, поэтому к его краткому обозначению (VII7) иногда добавляют букву «D» — DVII7.

## Обращения
| Обращение | Название аккорда         | Состав             | Обозначение |
| --- | ------------------------ | ------------------ | ----------- |
| \new Staff \with {\remove "Time_signature_engraver"} { < b' d'' f'' a'' >1 < d'' f'' a'' b'' >1 < f'' a'' b'' d''' >1 < a'' b'' d''' f''' >1 } |                          |                    |             |
| Основной аккорд | Вводный септаккорд       | м. 3 + м. 3 + б. 3 | VII7        |
| Первое | Вводный квинтсекстаккорд | м. 3 + б. 3 + б. 2 | VII65       |
| Второе | Вводный терцквартаккорд  | б. 3 + б. 2 + м. 3 | VII43       |
| Третье | Вводный секундаккорд     | б. 2 + м. 3 + м. 3 | VII2        |

## Описание
Поскольку септаккорд седьмой ступени содержит все неустойчивые ступени тональности, его функциональная роль выявляется в связи с гармоническим контекстом, а также тоном, содержащимся в нижнем голосе. Так, в основном виде (VII7) и первом обращении (VII65) вводного септаккорда ярче выступают доминантовые признаки, а во втором (VII43) и третьем (VII2) обращениях — субдоминантовые.
Основной септаккорд седьмой ступени строится на характерном звуке доминантовой функции, однако является менее выраженной доминантой, чем доминантсептаккорд, так как в его составе нет пятой ступени. Следовательно, данное созвучие также можно рассмотреть как доминанту без основного тона — {\displaystyle D\!\!\!/_{7}}.
Субдоминантовая функция вводной гармонии наиболее заметна при плагальном разрешении терцквартаккорда седьмой ступени в основное тоническое трезвучие или кадансовый квартсекстаккорд .
Вводный септаккорд и доминантсептаккорд имеют три общих звука, поэтому для получения звучности диссонирующей доминанты необходимо септиму вводного септаккорда повести на секунду вниз. В последованиях гармоний седьмой и пятой ступеней наблюдается объединение их функциональной значимости.

## Виды вводного септаккорда
В зависимости от тонального наклонения вводный септаккорд может быть малым (в натуральном мажоре) или уменьшëнным (в гармоническом мажоре и гармоническом миноре). В натуральном миноре седьмая ступень утрачивает функцию вводного тона, поэтому образующийся на ней малый мажорный септаккорд не является вводным.

### Малый вводный септаккорд
Малый вводный септаккорд, построенный на VII ступени натурального мажорного лада, состоит из уменьшённого трезвучия и малой септимы, или из двух малых терций и большой терции — это малый септаккорд с уменьшённым трезвучием (полууменьшённый). В состав аккорда входит доминантовый тритон тональности.

### Уменьшённый вводный септаккорд
Уменьшенный вводный септаккорд, построенный на VII ступени гармонического мажора и на VII повышенной гармонического минора, состоит из уменьшённого трезвучия и уменьшённой септимы, или из трёх малых терций — это уменьшённый септаккорд. В состав аккорда входят две основные уменьшённые квинты тональности (натуральная и гармоническая).

## Разрешение
Во избежание нежелательного параллельного движения квинтами II ступень лада, являющаяся терцовым тоном вводного септаккорда, при разрешении в тонику переходит в III ступень, а не в I. В итоге септаккорд VII ступени разрешается в полное тоническое трезвучие с удвоением терцового тона.

### Комментарии
1. ↑  Термины высокий и низкий характеризуют ступень на основании качества интервала, образующегося от первой ступени лада; здесь — большая септима от опорного тона тонического трезвучия, функционально являющаяся вводным звуком тональности.